# 丸山信号場
丸山信号場（まるやましんごうじょう）は、かつて群馬県碓氷郡松井田町大字横川（現・同県安中市松井田町横川）に存在した、日本国有鉄道（国鉄）信越本線の信号場である。
本項では、同じ場所に開業したトロッコ列車シェルパくんのまるやま駅についても記述する。

## 歴史
当信号場より熊ノ平駅を経て矢ヶ崎信号場に至る区間は、かつて鉄道院・鉄道省・国鉄・JRを通じての最急勾配区間である66.7 ‰の勾配区間であり、1893年（明治26年）4月1日より1963年（昭和38年）9月30日まで国鉄唯一のアプト式鉄道にて運行されていた。当信号場は66.7 ‰の勾配区間の起点に位置しており、ラックレールのエントランス（開始地点）が設けられ、横川駅 - 軽井沢駅間の直流電化後には集電用の第三軌条が設けられた。また、熊ノ平駅までの単線区間の閉塞境界としての役割も担っていた。
1963年（昭和38年）7月15日に同区間をより直線的に結ぶ粘着式鉄道の新線が開通し、1966年（昭和41年）7月2日に廃止された。

### 年表
- 1885年（明治18年）10月15日：丸山信号所として開設。
- 1893年（明治26年）4月1日：当信号所を含む横川駅 - 軽井沢駅間が開業。当初はアプト式で単線。
- 1901年（明治34年）4月：横川駅 - 当信号所間が複線化。
- 1912年（明治45年）5月11日：横川駅 - 軽井沢駅間が電化（直流600 V・第三軌条方式）。
- 1922年（大正11年）4月1日：丸山信号場に変更[1]。
- 1963年（昭和38年）
  - 7月15日：横川駅 - 軽井沢駅間に新線（粘着式）が開通。新線の電化方式は直流1,500 V・架空電車線方式で、同年9月28日までは単線（旧線と併用）。
  - 9月30日：横川駅 - 軽井沢駅間の旧線（アプト式）が廃止。旧線の一部を改修工事する形で当信号場 - 矢ヶ崎信号場間が複線化され、横川駅 - 軽井沢駅間が全て複線の新線となる。
- 1966年（昭和41年）7月2日：当信号場が廃止[1]。
- 2005年（平成17年）3月22日：シェルパくんが開業し、まるやま駅が開設される（通常運行開始は26日から）。
- 2011年（平成23年）
  - 5月5日：シェルパくんの牽引機が故障。以降全区間で運休となる。
  - 7月25日：リース機により、ぶんかむら駅から当駅まで折り返し運行で再開。
- 2013年（平成25年）3月27日：新造機関車導入により当駅からとうげのゆ駅まで（全区間）の運行を再開。

## 構造

構内配線図　A:軽井沢　B:横川

横川方が複線、軽井沢方が単線の複線始終端形信号場である。軽井沢方面に安全側線を1本備える。また、横川方面（碓氷峠の反対側）に200‰の勾配を付けた非常時退避用（万一列車が何らかの事由により逆行した場合、引き込んで自然停車させるため）の長さ350 mの側線を設けていたが、これは昭和初期に撤去されている。

## 周辺

### 丸山変電所

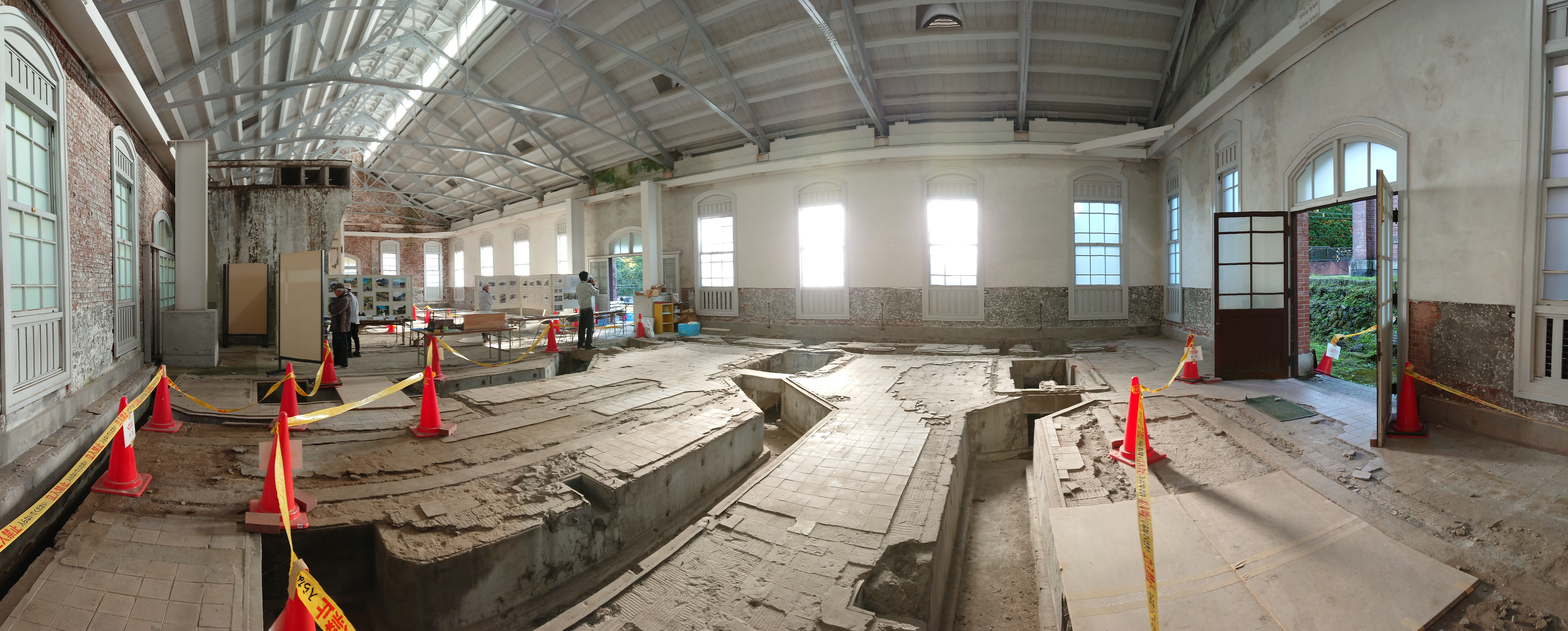
丸山変電所の蓄電池室内部。毎年10月末・11月頭の内部公開日に撮影（2019年11月）

当信号場の東側には丸山変電所跡がある。建物が2棟あり、西の軽井沢側が機械室、東の横川側が蓄電池室。1912年（明治45年）碓氷峠区間の電化時に設置、1963年（昭和38年）のアプト式廃止後は放棄され建物は荒廃していたが、2001年（平成13年）から2002年（平成14年）にかけて修復工事が行われ、ほぼ建築当初の外見に戻された。横川駅そばにある碓氷峠鉄道文化むらの鉄道資料館内に、屋根がつぶれている状態の丸山変電所が写った空中写真が2020年9月現在掲示されている。2棟とも「旧碓氷峠鉄道施設」の構成物件として、1994年（平成6年）に国の重要文化財に指定された。

### その他
- 国道18号（中山道）
- 上信越自動車道
- 安中市立坂本小学校（旧・松井田町立坂本小学校）

## まるやま駅

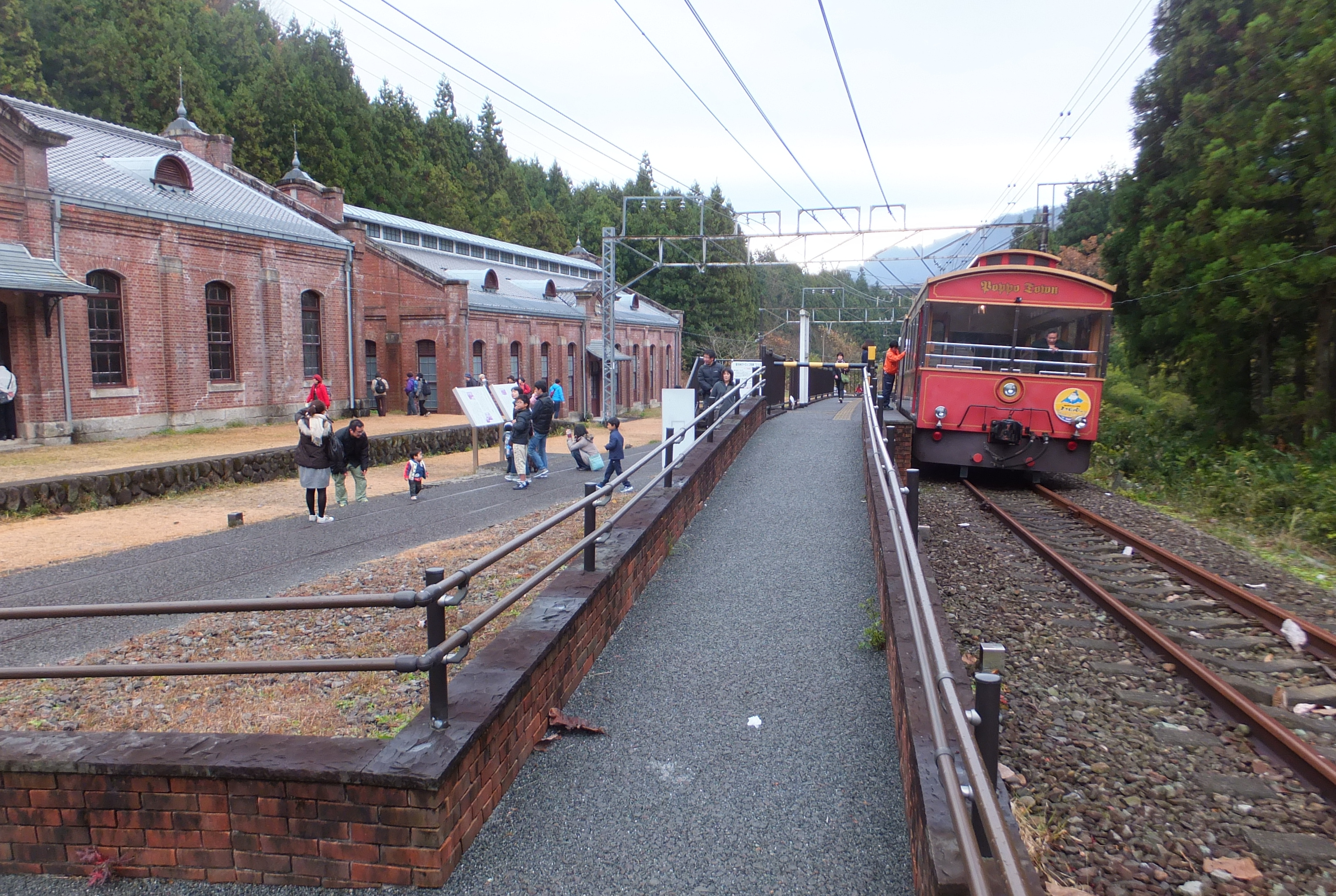
当駅に停車するシェルパくん

シェルパくんはぶんかむら駅から旧信越本線の線路を使い、当駅を経由しとうげのゆ駅まで運行している。なお当駅・当路線は鉄道事業法に基づくものではない。
ホームは上下線の間にあるが、下り線にのみ接している1面1線である。また、25‰以上の勾配とカーブの上に設置されている。とうげのゆ行の列車のみ丸山変電所を見学できるように3分ほど停車し、ぶんかむら行の列車はこの駅を通過する。当駅で折り返す列車を除き、当駅から乗車することはできない。
列車別改札のため、発車後や入線前にホームに入ることはできない。
2011年5月に機関車（DB201）が故障し急勾配区間での運行ができなくなったため、ぶんかむら駅から当駅までリース機（MR1503）による折り返し運行となったが、2013年3月27日に新造機関車MR1106が導入され全区間の運行が再開された。

## 隣の駅
日本国有鉄道
信越本線（廃止区間）
横川駅 - （丸山信号場） - 熊ノ平駅 - （矢ヶ崎信号場） - 軽井沢駅